# Huikje (mossen)

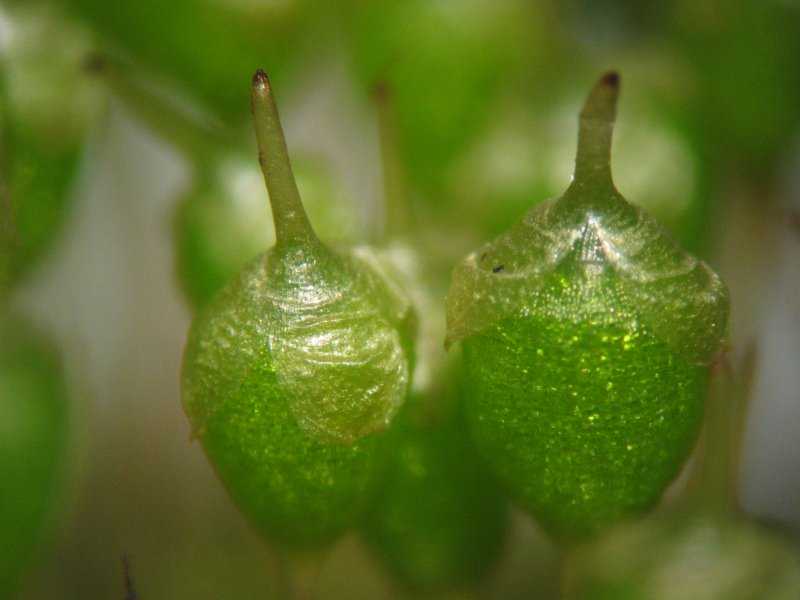
Sporendoosjes met calyptra van de mossoort Physcomitrium pyriforme

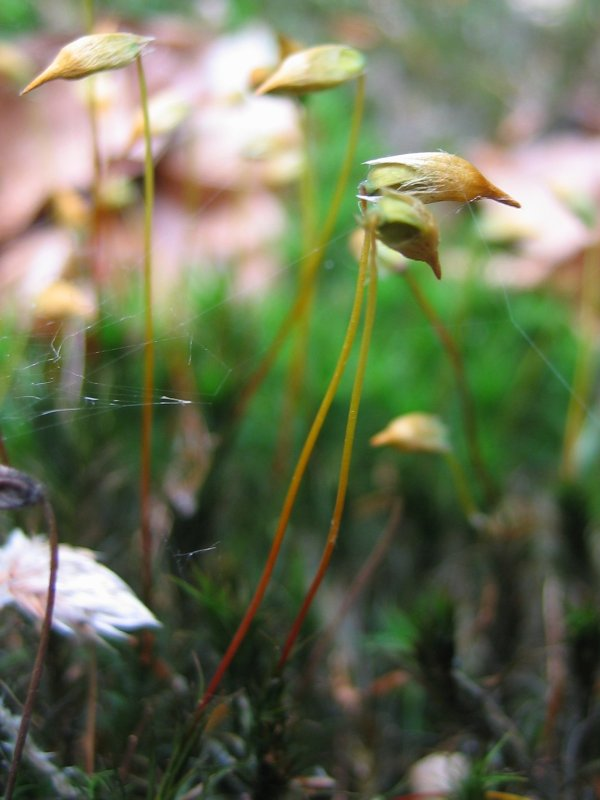
Harige huikjes op de sporenkapsels bij haarmos (Polytrichum).

Bij mossen is het huikje of calyptra de vliezige of harige, muts- of kapvormige structuur die zich op een sporenkapsel bevindt. Bij de aan mossen verwante levermossen en hauwmossen komen geen huikjes voor.
Het huikje is een restant van het archegonium, dat op het moskapsel achterblijft tijdens de ontwikkeling van de sporofyt. Het huikje kan gemakkelijk afvallen. 
De kenmerken van het huikje, zoals de vorm en de plaats van de inscheuringen of de aanwezigheid van haren, zijn belangrijke kenmerken bij de determinatie. In de haarmosfamilie (Polytrichaceae) en haarmutsfamilie (Orthotrichaceae) worden veel soorten en geslachten gekenmerkt door haren op het huikje, Polytrichum (haarmos, 'veel haren'), Oligotrichum ('weinig haren') en Atrichum ('zonder haren'), Orthotrichum (haarmuts, 'rechte haren'). 